# Pharacocerus fagei
Pharacocerus fagei là một loài nhện trong họ Salticidae.
Loài này thuộc chi Pharacocerus. Pharacocerus fagei được Lucien Berland & Millot miêu tả năm 1941.